# Afghanistan aux Jeux olympiques d'été de 1948

La délégation olympique d'Afghanistan s'aligne notamment dans le tournoi de hockey sur gazon où elle s'impose sur les États-Unis, 2-0.

## Engagés afghans par sport

### Hockey sur gazon
Tournoi masculin
- Mohamad Attai
- G. Jagi
- Mohamad Khogaini
- Bakhteyar Mangal
- Abdul Nooristani
- A. J. Nooristani
- Din Mohd Nooristani
- Jahan Nooristani
- M. J. Nooristani
- M. K. Nooristani
- Mohd Amin Nooristani
- Ahmad Tajik
- Nasrullah Totakhail
- A. G. Yusufzai

#### Résultats
|  | Afghanistan | 0–8 | Grande-Bretagne |  |  |
|  |             |     |                 |  |  |

|  | Afghanistan | 1–1 | Suisse |  |  |
|  |             |     |        |  |  |

|  | Afghanistan | 2–0 | États-Unis |  |  |
|  |             |     |            |  |  |